# 芦笋
芦笋（学名：Asparagus officinalis）又名石刁柏，为天門冬科天門冬屬 多年生開花草本植物。像它的表兄弟韭、蔥、蒜，它一度被歸入百合科。
蘆筍原產於歐洲大部分地區，以及北非和西亞，是被廣泛種植的蔬菜作物。綠蘆筍和白蘆筍只是有無照到陽光的區別。

## 歷史
在西方由於蘆筍其精緻的香味和利尿特性，早已被用來作為一種蔬菜和藥物。追溯到公元前3000年，它被描繪成在埃及帶狀裝飾的物品。在古代敘利亞和西班牙，人們也知道蘆筍。早在二千多年前歐洲人已普遍食用，希臘人和羅馬人當令季節吃新鮮的蘆筍，乾燥的該蔬菜在冬季使用：羅馬人甚至在阿爾卑斯山高處冷凍它，以為了準備伊壁鳩魯盛宴。奧古斯都皇帝創造了“蘆筍艦隊”為了快速運送該蔬菜。配方烹飪蘆筍的食譜是現存最古老的書。
公元二世紀時古希臘醫生蓋倫提到蘆筍為一個有益的草藥，但羅馬帝國結束後，蘆筍較少受到關注，直到十二世紀出現了香園(The Perfumed Garden)這本書。
1469年蘆筍培養於法國寺院，1538年在英國，1542年在德國，1850年左右在美國。
台灣1970年間，大力推廣農業改良，後成功發明留母莖栽培法，致使面積產量大增，加上馴種後的蘆筍具備熱帶水果般的重氣味，蘆筍味較歐洲產的為重，成功的打入國際市場，栽培面積最高峰曾達18,686公頃、產量逹到12萬公噸，1978年外銷產值接近一億二千萬美金，是世界蘆筍罐頭主要出口國家，受到全球之矚目，曾譽為「蘆筍王國」。八零年代中期受臺幣被迫升值影響及勞動成本逐漸上升，栽培面積減為2,000公頃以下。
芦笋原产地中海沿岸。欧洲栽培已有2000年以上的历史，后由欧洲移民传入美洲。在中国一直限于个别城市郊区少量栽培；20世纪60年代栽培面积迅速扩大。现主要分布在山东的菏泽、山西的运城等市。美国、秘魯、墨西哥、西班牙、意大利、日本、加拿大均作为蔬菜普遍栽培。

## 生物學
蘆筍是一種多年生草本植物，種植到100-150厘米（39-59）高，具有粗壯的莖與多支羽毛狀的葉子。而“葉子”其實是葉狀枝，呈針狀：它們是6-32毫米長，1毫米寬，並且4-15玫瑰狀聚集一起。根系統是不定和束狀根類型。
花是鐘形，綠白色至淡黃色，4.5-6.5毫米長，有六個花在底部融合在一起：它們可以單獨或兩個或三個以簇在小枝的連接處產生。通常是雌雄異株，但有時會有雌雄同株。果實為小的紅色漿果6-10毫米直徑，對人類是有毒的。

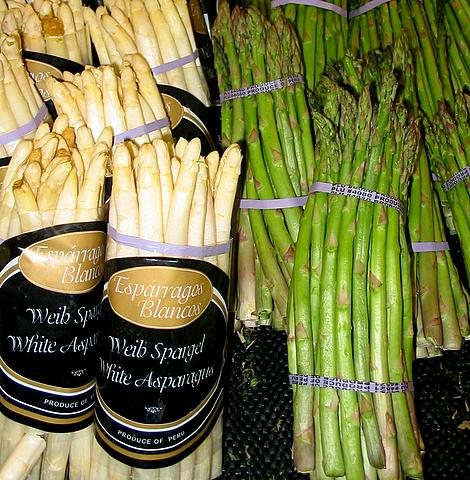
有沒有陽光照射，決定生產白芦笋或綠芦笋
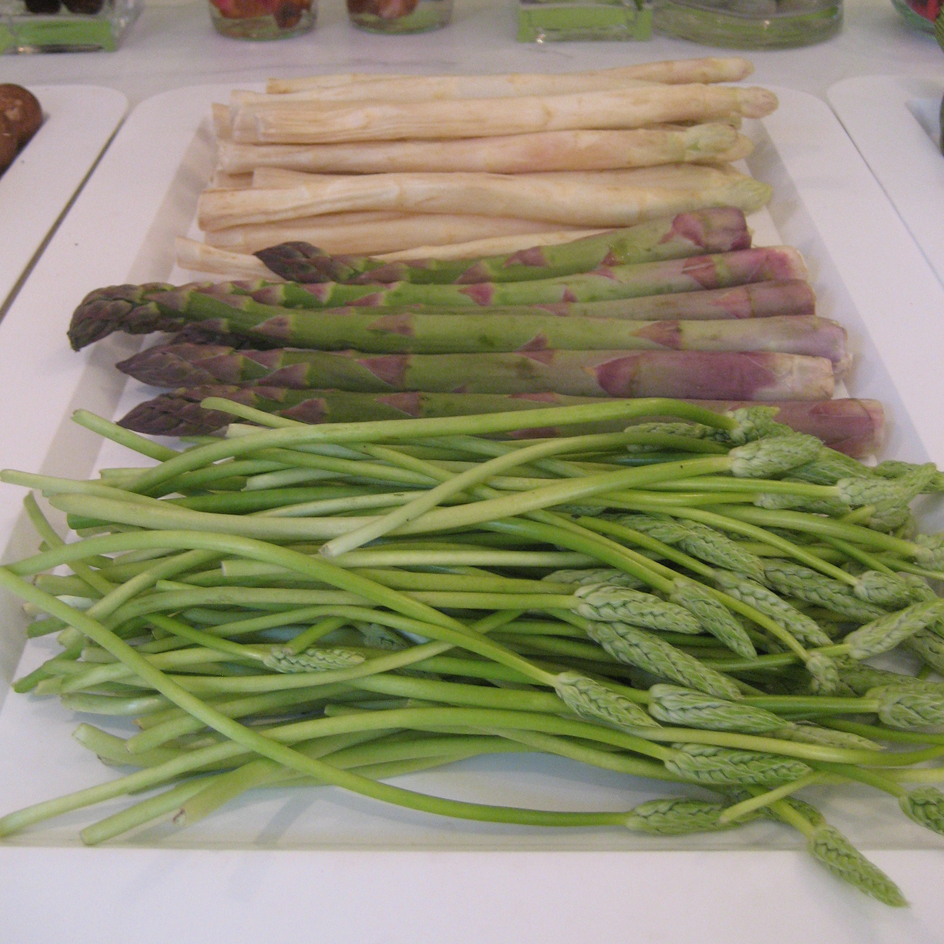
市場販賣的3種芦笋
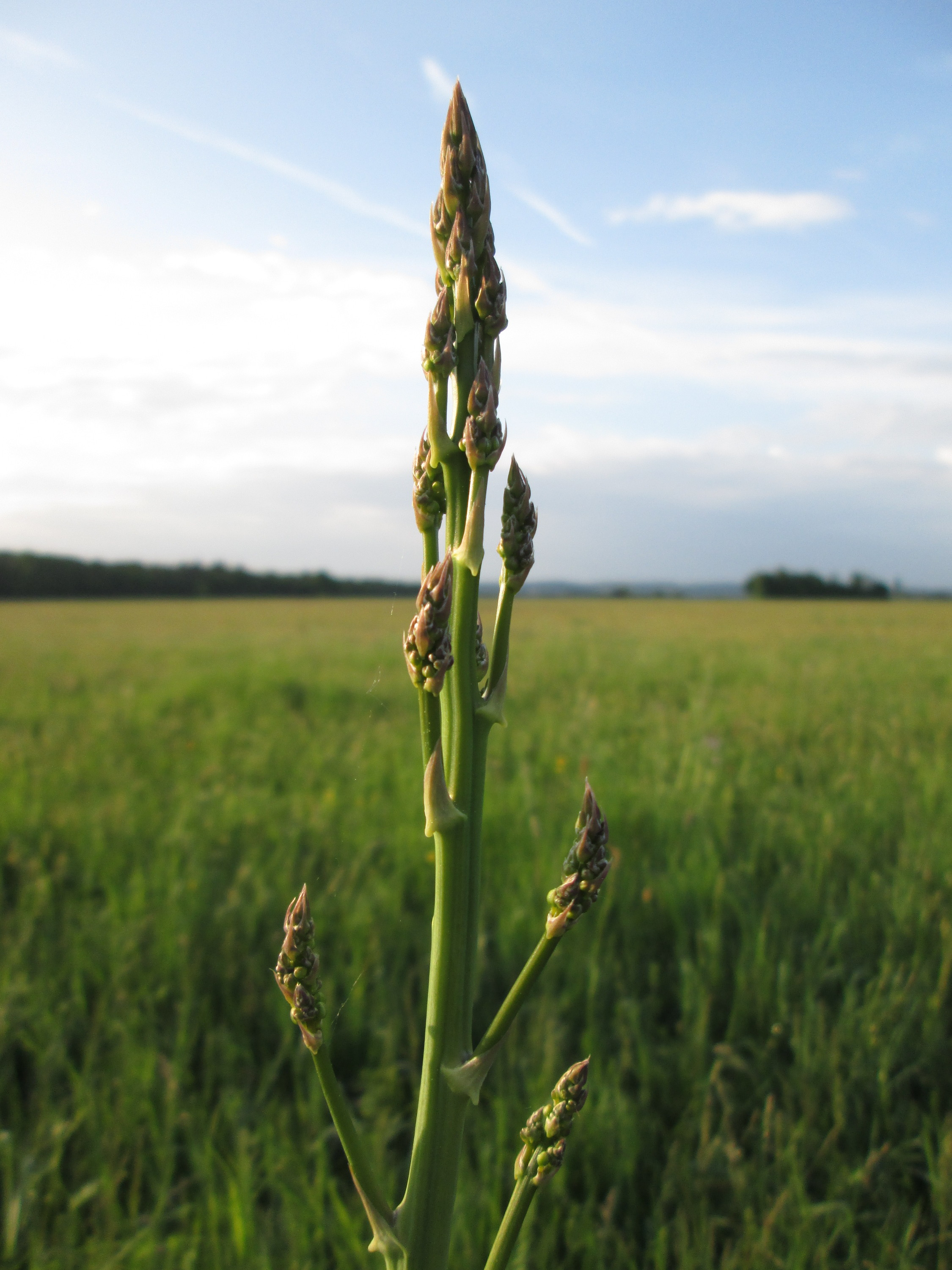
蘆筍的新芽
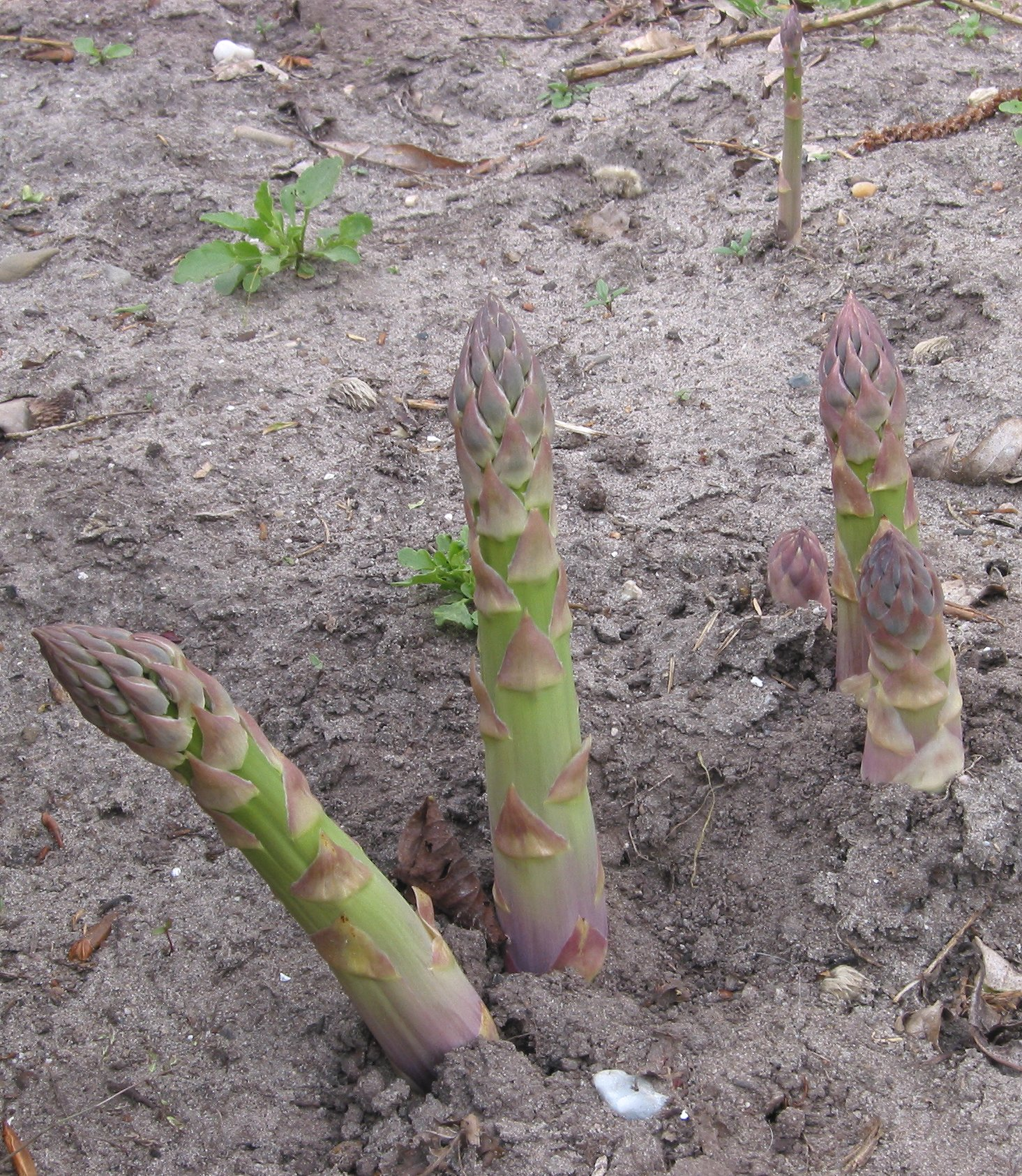
蘆筍
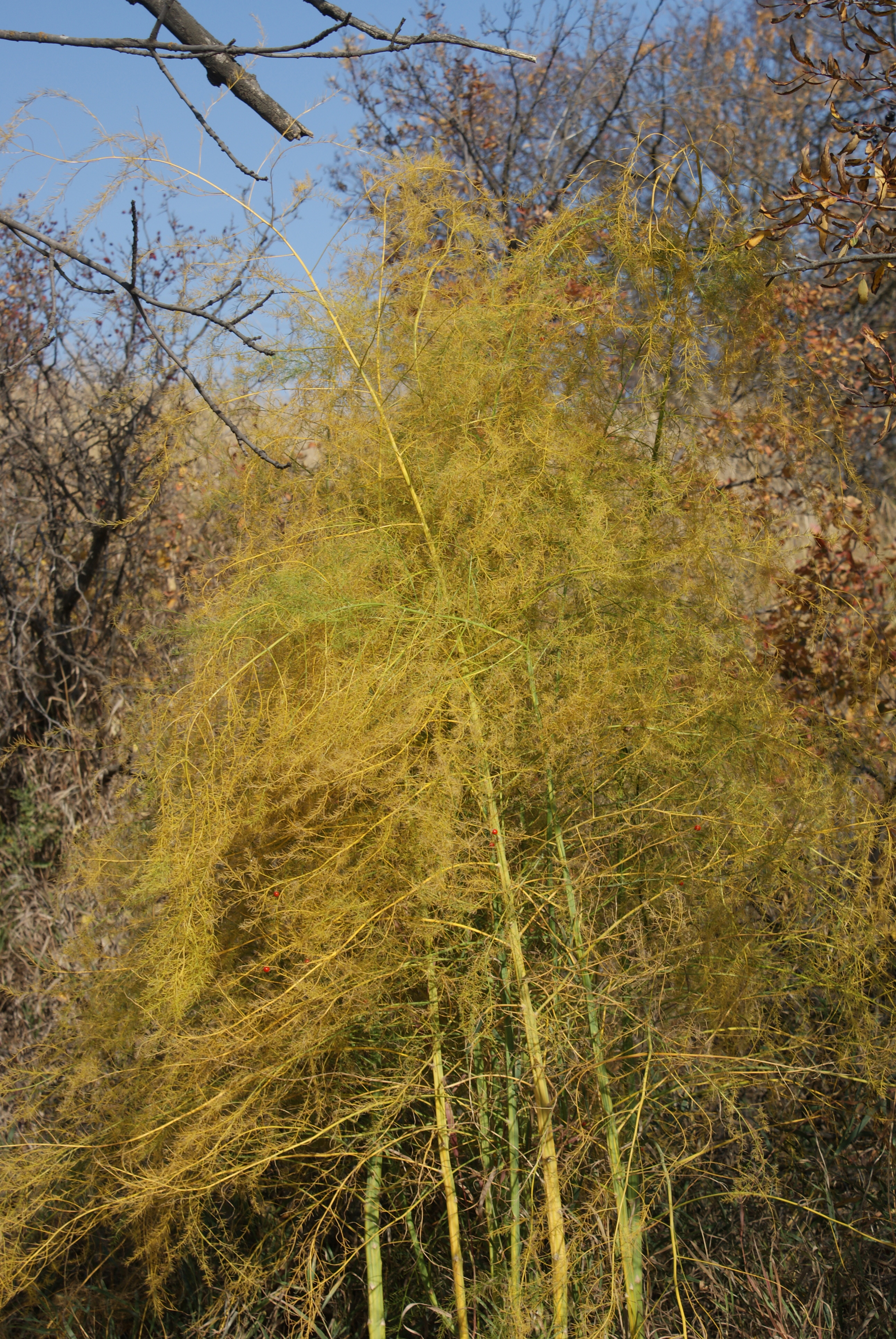
成熟蘆筍植株，蘆筍的葉子在秋天變成亮黃色
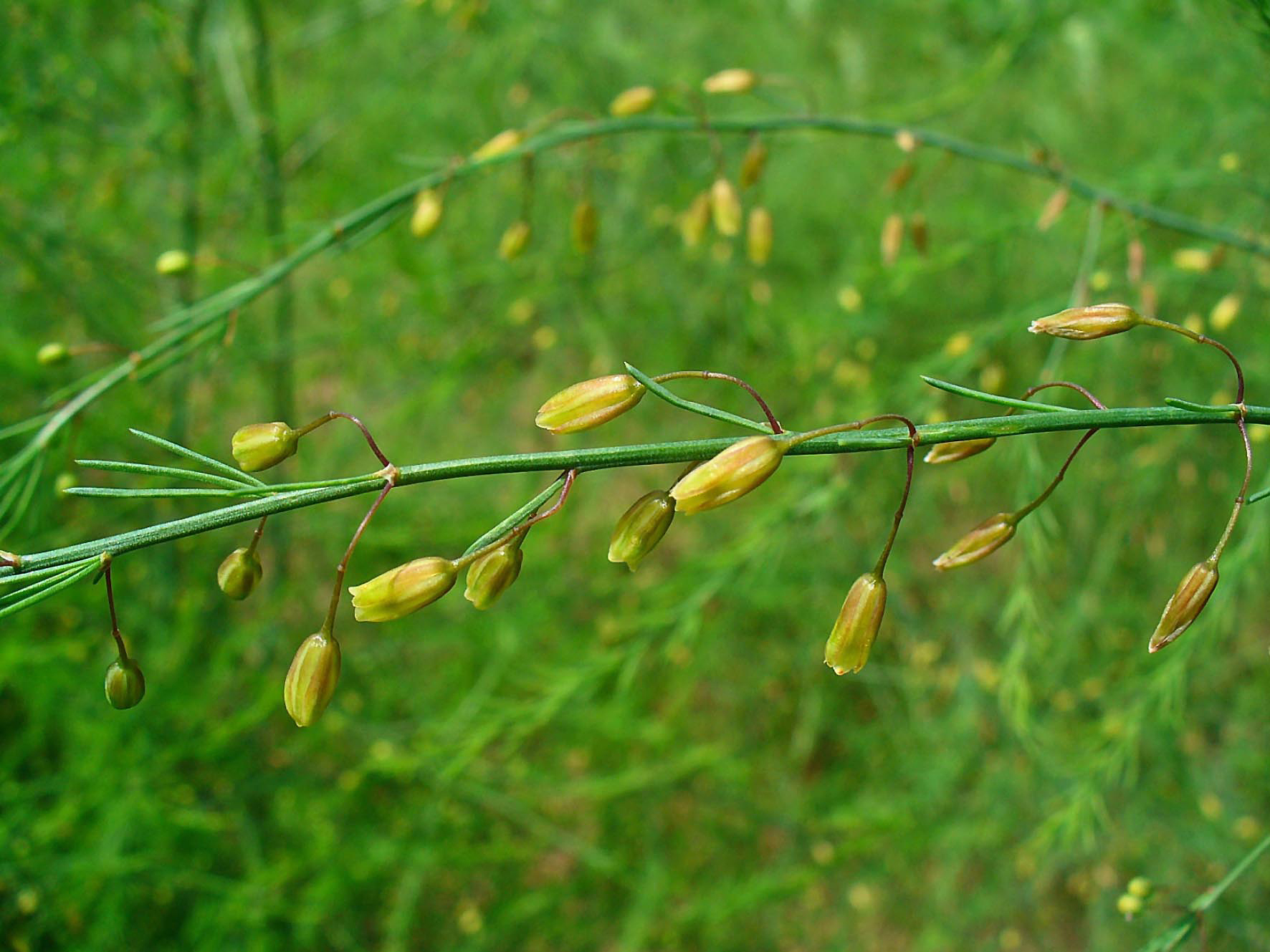
蘆筍花
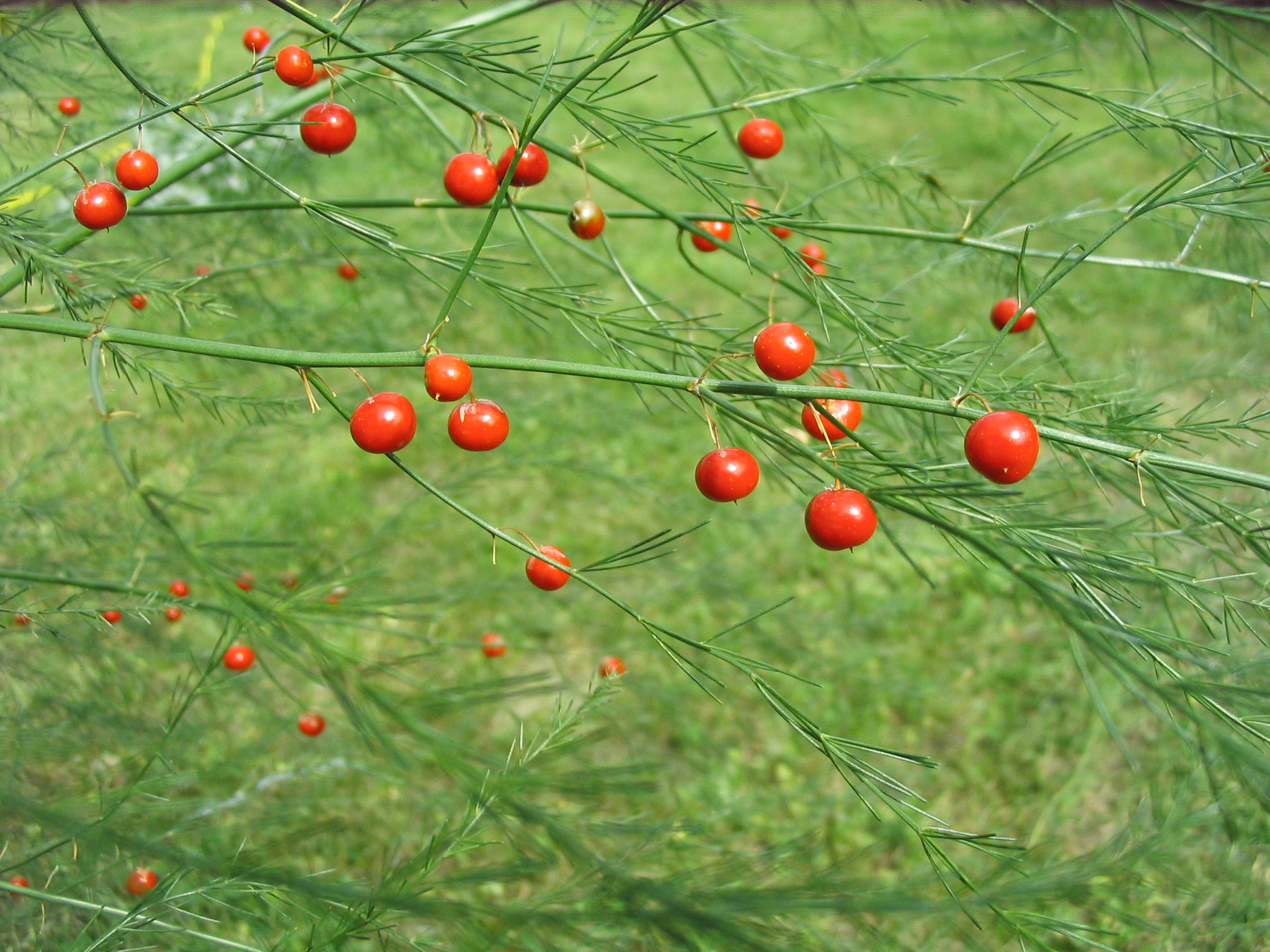
蘆筍種子
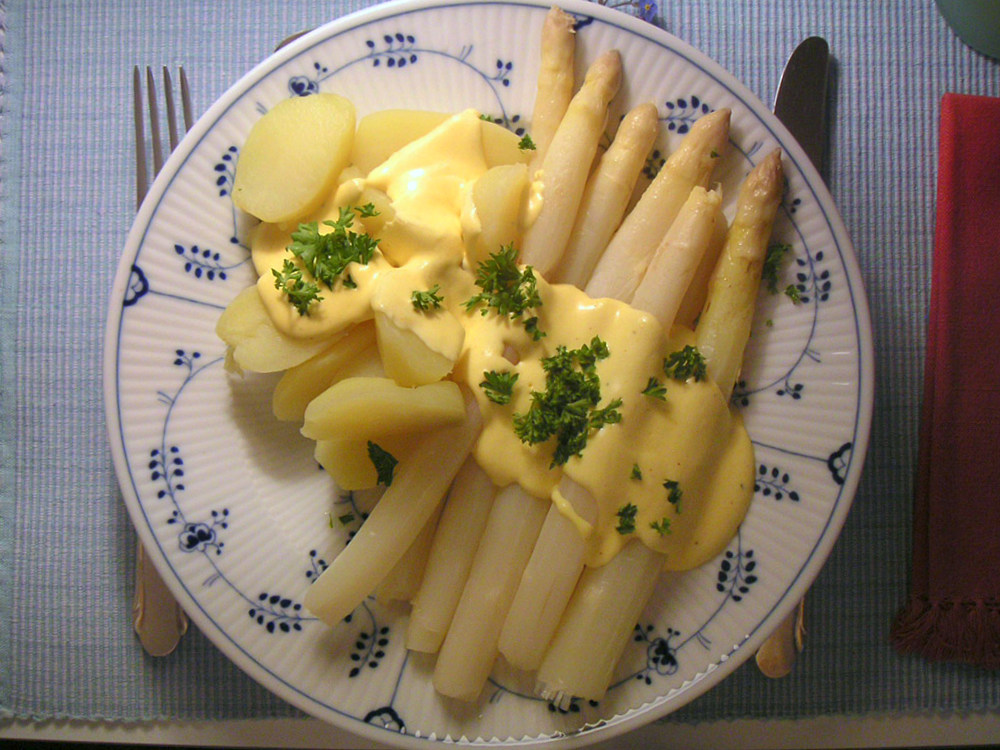
白芦笋馬鈴薯和荷蘭醬
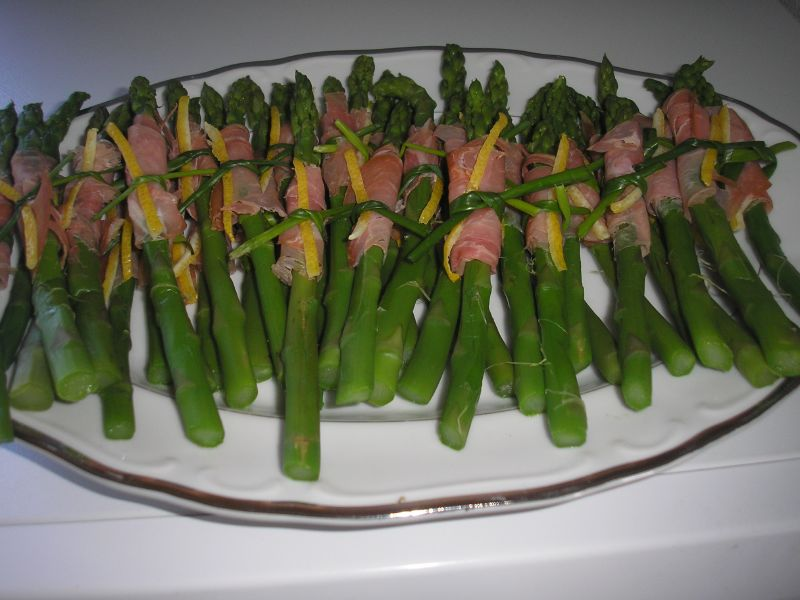
火腿蘆筍
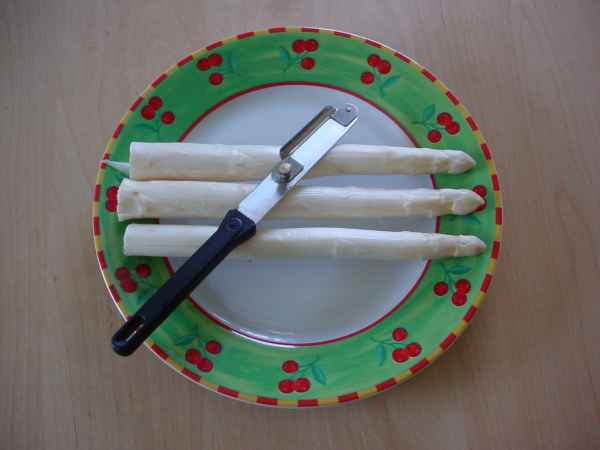
蘆筍用刨刀剝皮

## 商業化生產
2011年頂級蘆筍進口：美國是（174,609噸），其次是歐盟（94292噸）和加拿大（23,265噸）。
中華人民共和國是世界上最大的生產國：2012年（7,350,000噸），其次是秘魯（376,645噸）和墨西哥（119,789噸）。
美國生產主要集中在加利福尼亞州、密歇根州和華盛頓州。
在德國每年生產的白蘆筍為57,000噸（佔消費需求的61％）。
臺灣以綠蘆筍和白蘆筍較為常見，兩者的產地都集中在中南部的彰化縣的二林、芳苑、埔鹽、溪湖；雲林縣的褒忠、土庫、四湖；嘉義縣的東石、六腳、水上、新港、溪口、義竹；臺南市的西港、安定、將軍、佳里、善化；高雄市大寮及屏東縣新園等地區，其中以彰化縣的種植面積與產量最多，超過40%，其次為臺南市（20%）與嘉義縣（15~20%）。

## 用途
只有剛長出來的蘆筍嫩芽被經常食用：一旦嫩芽開始打開，芽將迅速木質化。在世界許多地方提供蘆筍的製備方法，通常作為開胃菜或蔬菜的配菜。在亞洲的烹飪風格，蘆筍經常爆炒。
在美國粵菜餐館往往成為蘆筍炒雞肉，蝦，或牛肉。蘆筍也可以快速地在木炭或硬木餘燼上燒烤。它也可以用來作為一些燉肉和湯的成分。近年來蘆筍生吃，作為一個沙拉的一個組成部分，已經恢復了人氣。蘆筍也可以鹽漬和儲存幾年。一些品牌標籤蘆筍嫩苗製成這種方式為“醃製”。
世界各地都吃綠蘆筍，但全年的進口使得它少了過去的美味。在歐洲“蘆筍季節是美食家日曆的一大亮點”：在英國這個傳統開始於4月23日，結束於仲夏節。
在歐洲大陸，由於是當地特產，生長期短和需求旺盛，綠蘆筍出奇的高價。
其嫩茎可作蔬菜食用。西方人一般生吃，或将其削皮蒸熟或煮熟后，再佐以融化的奶油或奶酪食用。东方人也喜欢用芦笋配肉类炒菜。蘆筍如果質地細嫩，烹調時可不去皮；假如較為老、粗，削去根部的纖維可確保美味；清煮白蘆筍時，加入適量的白酒或檸檬汁，可降低澀味。台灣新鮮白蘆筍的甘甜風味，是進口白蘆筍無法相比的。不論清蒸或水煮，只要選擇莖幹較粗，整體色澤白皙，尾端不要有紅或紫色等老化象徵，鮮度足夠自然美味。若是挑選綠蘆筍，選擇細小幼莖的規格，這類小蘆筍的口感特別鮮嫩。

### 白蘆筍
蘆筍在荷蘭、西班牙、法國、波蘭、比利時、德國、奧地利、意大利和瑞士非常受歡迎，而且幾乎全是白色的。比起綠蘆筍，本地栽培的所謂“白金”或“可食用的象牙”蘆筍，也被稱為“王室蔬菜”，更少苦，更嫩。新鮮度是非常重要的，而白蘆筍的下端，在烹飪或生食前必須要去皮。
培育白蘆筍，隨著他們的成長蘆筍芽都覆蓋著泥土，也就是在地底：不暴露於陽光，無光合作用啟動，因此，該芽保持白色。
菜單只是季節性的，許多餐館做蘆筍菜餚廣告，通常從四月下旬至六月。對於法國式風格，蘆筍經常煮熟或蒸熟，並與荷蘭醬，融化的黃油或橄欖油，意大利乾酪或蛋黃醬一起供應。用又高又窄的蘆筍鍋，可以使蘆筍輕鬆地蒸熟，蘆筍尖端露出水面。
德國“蘆筍季節”或“蘆筍時間”，傳統上在6月24日結束，路邊攤和露天市場賣出全國約一半的白蘆筍的消費。
即使生產地域不同，其實不管是哪款蘆筍品種，只要照到陽光就會變成綠蘆筍，埋在土中或遮蔽陽光，就會讓蘆筍色澤偏白。台灣蘆筍在嫩度上很難和歐洲白蘆筍競爭，或許是台灣春夏溫度高，容易讓蘆筍細胞壁急速增厚，木質化程度較高，因此離軟嫩有些距離，經常需要削皮。